# Dark Necessities
«Dark Necessities» es una canción de la banda estadounidense de rock Red Hot Chili Peppers. La canción es el primer sencillo de su álbum The Getaway, lanzado el 17 de junio de 2016. La banda anunció el 2 de mayo de 2016 mediante sus redes sociales que "Dark Necessities" sería lanzada tres días después, el 5 de mayo. La canción fue estrenada mundialmente dicho día a las 9 a. m. en la estación de radio Washington D. C. DC101.
Esta canción es el primer sencillo oficial dado a conocer por los Red Hot Chili Peppers en casi 4 años, desde el lanzamiento de «Brendan's Death Song» en 2012.

## Antecedentes
El cantante Anthony Kiedis habló en una entrevista sobre la canción diciendo que muchas de las canciones de su nuevo álbum fueron escritas por el grupo. Sin embargo «Dark Necessities» fue una de las canciones que la banda había escrito con el productor Brian Burton (Danger Mouse). Kiedis dijo que fue a Hawái y trabajó en la letra de la canción que se refiere a la belleza de nuestros lados oscuros y que la cantidad de creatividad, crecimiento y luz en realidad proviene de esas luchas difíciles que tenemos en el interior de nuestra cabeza que nadie más puede ver. Kiedis también dijo que la canción significa mucho para Burton y que era una de sus favoritas. Dijo que Burton luchó para que «Dark Necessities» sea el primer sencillo porque la banda quería que «The Getaway» sea el primer single mientras que la discográfica y los managers querían a la canción «Go Robot».

## Video musical
El 5 de mayo de 2016 la cuenta oficial de la banda en YouTube subió un video con el audio de la canción y el 17 de junio, el día del estreno de The Getaway, el video musical de la canción en el que aparecen chicas haciendo skateboarding con algunas heridas y los miembros de la banda tocando. Este último lo dirigió la actriz Olivia Wilde.

## Personal
- Anthony Kiedis - voz
- Josh Klinghoffer - Guitarra eléctrica y coros
- Flea - Bajo y Piano
- Chad Smith - Batería